# عطابخش غني (بختاجرد)
عطابخش غني (بالفارسية: عطابخش غنی) هي قرية تقع في إيران في البلدة المركزية. يقدر عدد سكانها بـ 1131 نسمة بحسب إحصاء 2016.